# بنیاد یادبود قربانیان کمونیسم
بنیاد یادبود قربانیان کمونیسم (وی‌اوسی) (به انگلیسی: Victims of Communism Memorial Foundation; VOC) سازمانی غیرانتفاعی ضد کمونیستی در ایالات متحده است که با یک مصوبه متفق‌القول کنگره آمریکا در سال ۱۹۹۳ با هدف "آموزش آمریکایی ها در مورد ایدئولوژی، تاریخ و میراث کمونیسم" بنیان نهاده شد. 

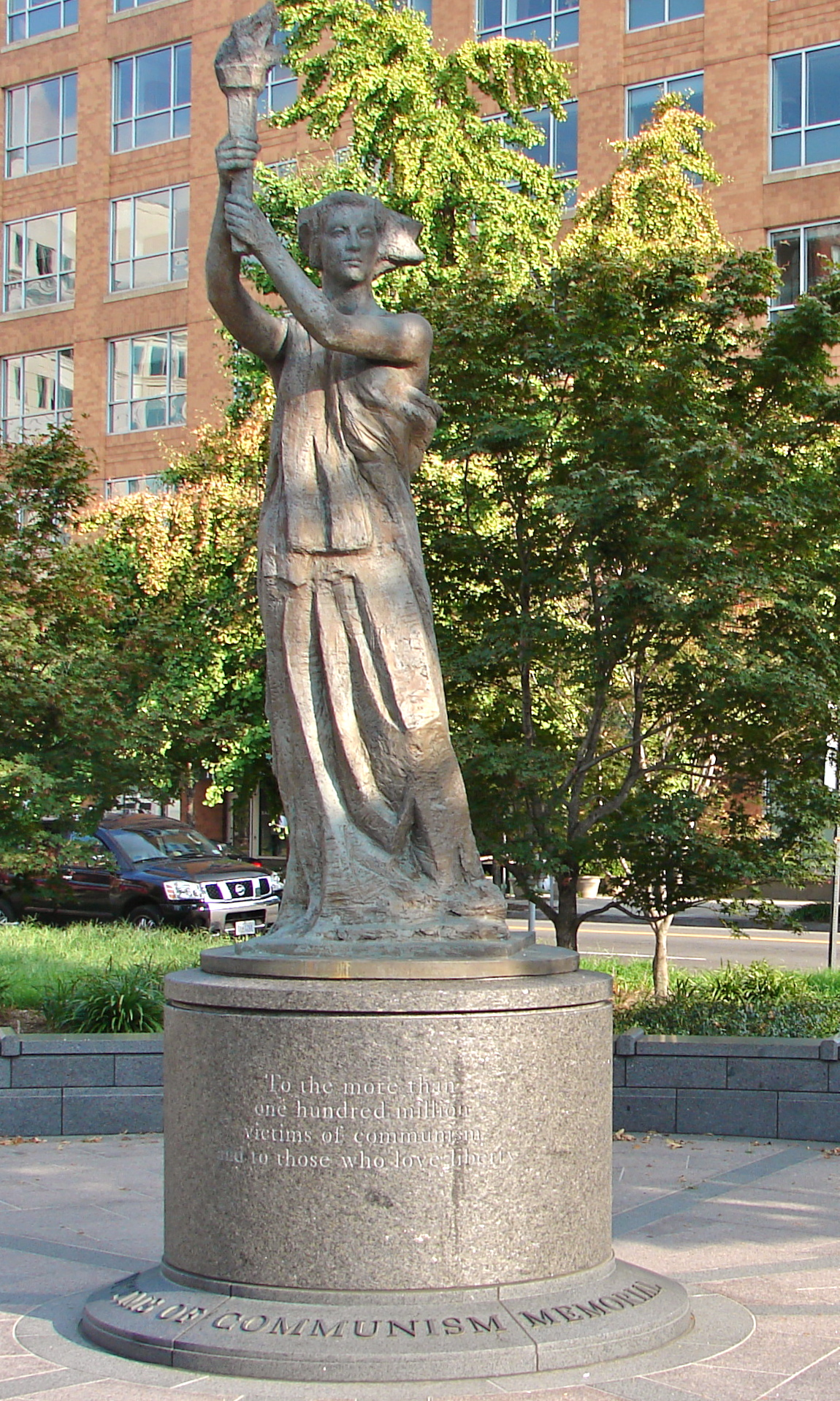
یادبود قربانیان کمونیسم اثر بازسازی شده از مجسمه "الهه دموکراسی" است که توسط دولت جمهوری خلق چین در میدان تیان آنمن تخریب شد.